# Haine Brigade
Haine Brigade war eine französische Punkband aus Lyon, die Ende 1981 gegründet wurde und sich 1989 auflöste. Inspiriert wurde die Band von The Clash, den Sex Pistols, vor allem aber von der Anarcho-Punkband Crass. Haine Brigade verstand sich von Anfang an als politische Punkband und war in die autonome Szene eingebunden.

## Stil
Die Musik von Haine Brigade ist vor allem geprägt vom Gesang von Alexa und Laurent, der für Punkverhältnisse sehr vielfältig und melodiös war und stellenweise an französische Chansons erinnert. Ebenfalls prägend ist das Saxophonspiel von Pierre-Yves. Gesang und Saxophon treffen dabei auf schnellen, energetischen Punkrock. Die Musik von Haine Brigade weist einige Gemeinsamkeiten mit dem frühen Emocore und Melodic Hardcore auf.

## Diskografie
- 1986: Berliner Kinder (Tonbandkassette, Bébé Rose Productions)
- 1987: Sauvages (LP, Bébé Rose Productions)
- 1987: Split mit Bérurier Noir (EP, Toxic Grafity Records)
- 1998: Sauvages (CD, Maloka)